# Fiat 508
Fiat 508 är en personbil, tillverkad av den italienska biltillverkaren Fiat mellan 1932 och 1953.

## 508 Balilla (1932-37)
Fiats småbil Balilla presenterades 1932. Den hade treväxlad växellåda och såldes med täckt eller öppen tvådörrars kaross. Året därpå tillkom den sportiga 508 S med starkare motor. 1934 uppdaterades Balillan med fyrväxlad växellåda, starkare motorer och modernare karosser, nu även med fyra dörrar.
Produktionen uppgick till drygt 113 000 exemplar.

## 508C (1937-39)
1937 kom 508C med modernare karosser, individuell hjulupphängning fram och en större motor. Den fanns även med lång hjulbas som 508L.
Produktionen uppgick till 57 000 exemplar.

## 1100 (1939-53)
1939 modifierades fronten och bilen bytte namn till 1100, analogt med övriga modellprogrammet. Produktionen återupptogs efter andra världskriget och 1947 tillkom coupé-versionen 1100 S. 1948 kom 1100B med starkare motor och förbättrad fjädring. Året därpå presenterades den sista utvecklingen, 1100E, med synkroniserad växellåda och rattspak. Coupén 1100 ES fick ny kaross från Pininfarina.
Produktionen uppgick till 157 400 exemplar.

## Kuriosa
I filmen Dunderklumpen! kör Beppe Wolgers en mörkröd Balilla.

## Motorer
| Modell | Årsmodell | Motor              | Cylindervolym | Effekt   | Bränslesystem   |
| ------ | --------- | ------------------ | ------------- | -------- | --------------- |
| 508    | 1932-37   | 4-cyl radmotor ohv | 995 cm³       | 20-24 hk | Enkel förgasare |
| 508 S  | 1933-37   | 4-cyl radmotor ohv | 995 cm³       | 30-36 hk | Enkel förgasare |
| 508C   | 1937-39   | 4-cyl radmotor ohv | 1089 cm³      | 30 hk    | Enkel förgasare |
| 1100   | 1939-47   | 4-cyl radmotor ohv | 1089 cm³      | 32 hk    | Enkel förgasare |
| 1100 S | 1947-53   | 4-cyl radmotor ohv | 1089 cm³      | 51 hk    | Enkel förgasare |
| 1100   | 1948-53   | 4-cyl radmotor ohv | 1089 cm³      | 35 hk    | Enkel förgasare |

## Bilder

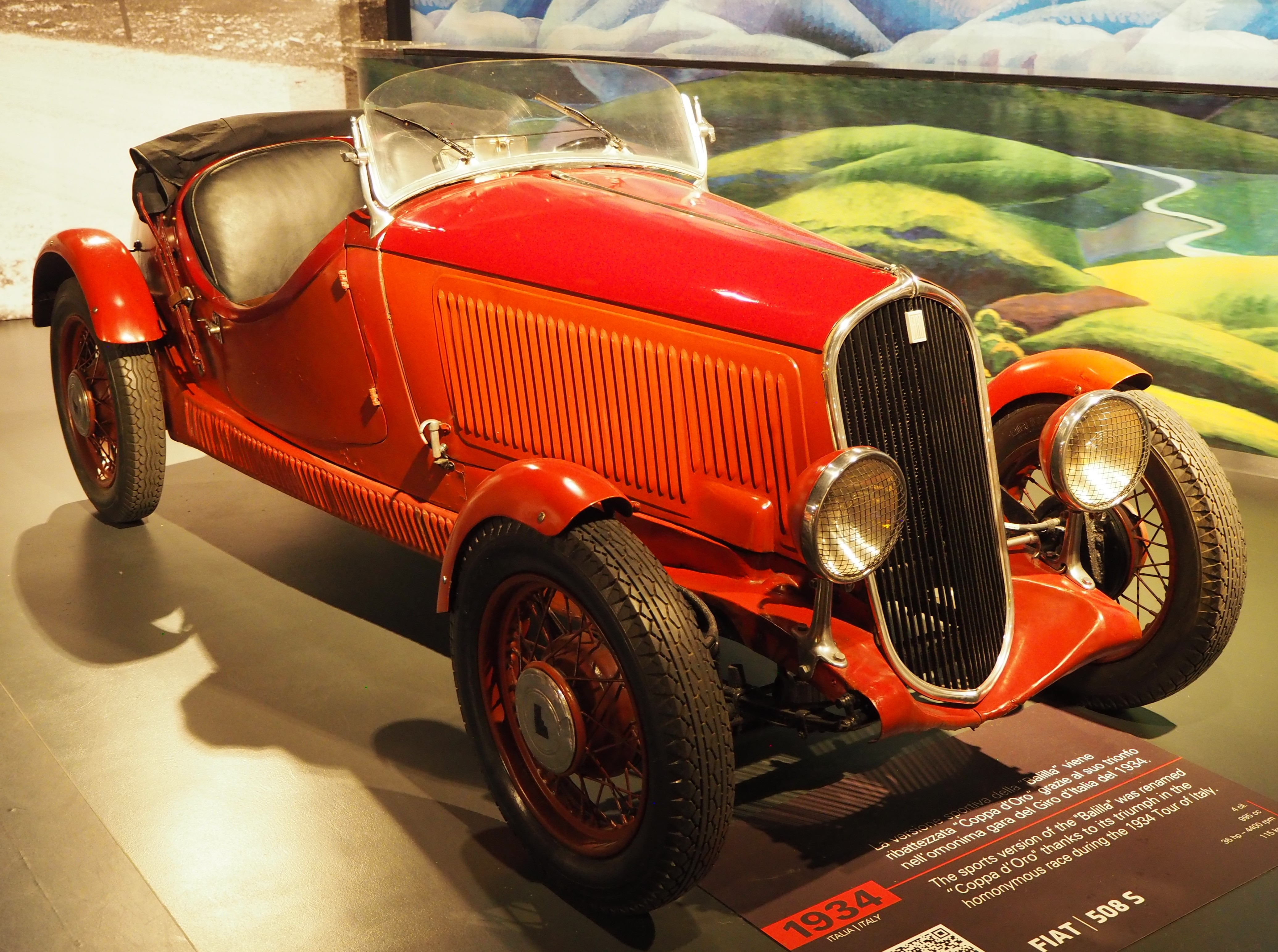
508 S
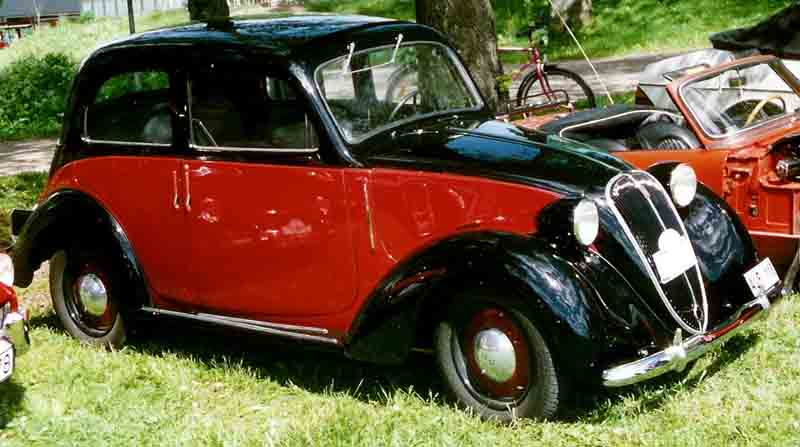
508C
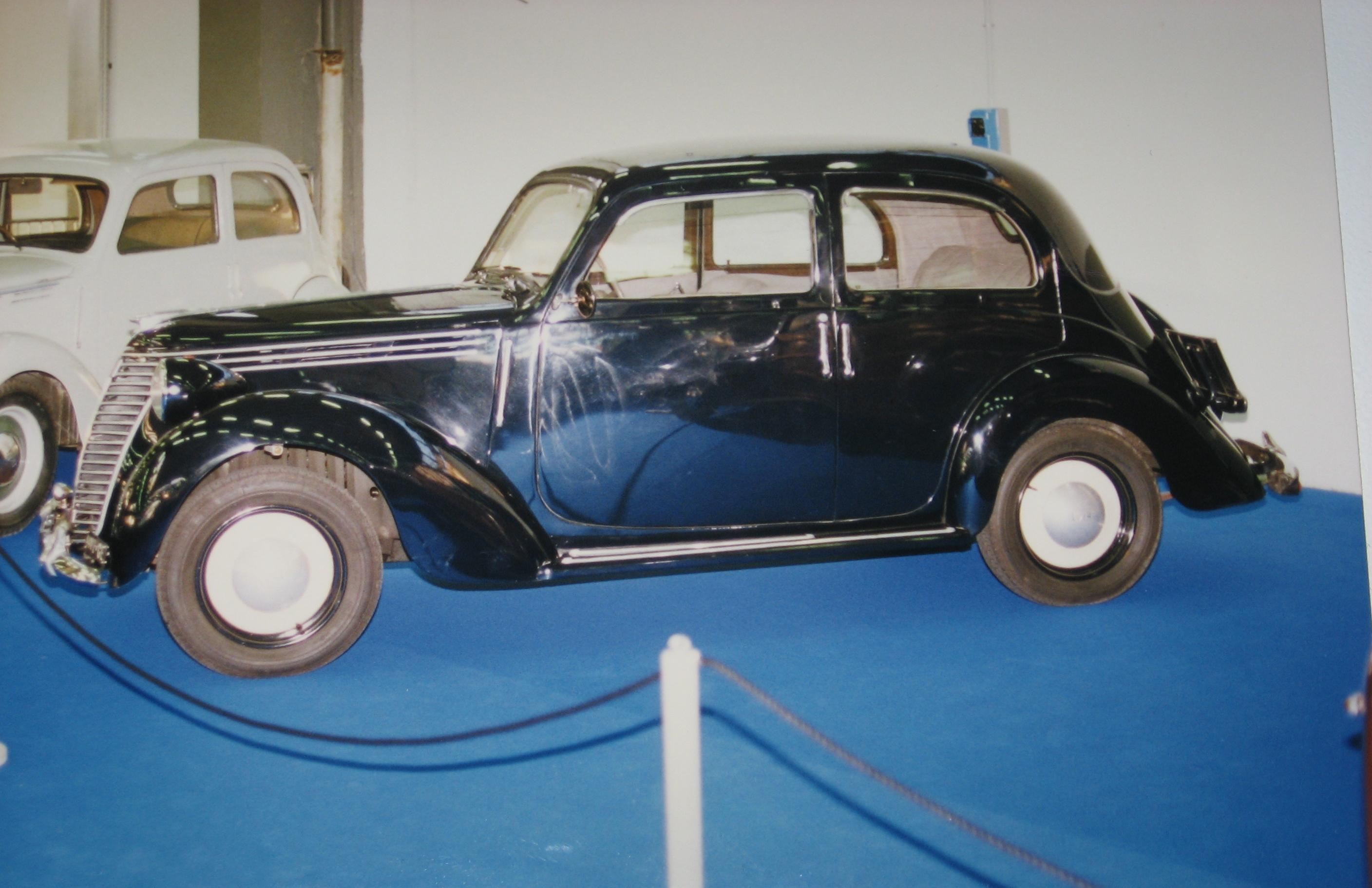
1100 A